# Батенберг (колач)
Батенберг  или Батенбург  („колач” / „квадрат”) јест колач од патишпања с више делова који се заједно држе џемом. Колач је прекривен марципаном и на његовом попречном пресеку види се шаховница с четири квадрата, наизменично обојена ружичастом и жутом.

## Рецепт
Колач се прави тако што се одвојено пеку жути и ружичасти патишпањи од бадема, а затим се исти секу и делови комбинују у карирани узорак. Делови се међусобно везују џемом од кајсија, а цео колач се прелива марципаном.

## Порекло
Иако колач потиче из Енглеске, не зна се где тачно и када је настао.  У почетку је називан и „Домино колач“ (1898) и „Напуљски ролат“ (1898).
Колач је наводно назван у част венчања принцезе Викторије, унуке краљице Викторије, за принца Луја од Батенберга 1884. године.